# Arctosa dissonans
Arctosa dissonans là một loài nhện trong họ Lycosidae.
Loài này thuộc chi Arctosa. Arctosa dissonans được Octavius Pickard-Cambridge miêu tả năm 1872.